# Elezioni parlamentari a Timor Est del 2018
Le elezioni parlamentari a Timor Est del 2018 si sono tenute il 12 maggio.

## Risultati
| Liste | Voti    | %     | Seggi |
| --- | ------- | ----- | ----- |
| Alleanza per il Cambiamento e il Progresso - Congresso Nazionale per la Ricostruzione Timorese - Partidu Libertasaun Popular - Kmanek Haburas Unidade Nasional Timor Oan                                | 309.663 | 49,58 | 34    |
| Fronte Rivoluzionario di Timor Est Indipendente | 213.324 | 34,16 | 23    |
| Partito Democratico | 50.370  | 8,07  | 5     |
| Forum Democratico per lo Sviluppo - Partidu Unidade Dezenvolvimentu Demokratiku - União Democrática Timorense - Frenti-Mudança - Partido do Desenvolvimento Nacional                                    | 34.301  | 5,49  | 3     |
| Partido Esperança da Pátria | 5.060   | 0,81  | -     |
| Movimentu Dezenvolvimentu Nasional - Associação Popular Monarquia Timorense - Partidu Liberta Povu Aileba - Movimentu Libertasaun ba Povu Maubere - União Nacional Democrática de Resistência Timorense | 4.494   | 0,72  | -     |
| Partidu Republikanu | 4.125   | 0,66  | -     |
| Movimento Social Democrata - Centro Acção Social Democrata Timorense - Partido Social Democrata - Partido Socialista de Timor - Partido Democrata Cristão                                               | 3.188   | 0,51  | -     |
| Totale | 624.525 | 100   | 65    |

## Partiti
| Congresso Nazionale per la Ricostruzione Timorese | Partidu Libertasaun Popular                         | Kmanek Haburas Unidade Nasional Timor Oan | Fronte Rivoluzionario di Timor Est Indipendente |
| Partito Democratico                               | Partidu Unidade Dezenvolvimentu Demokratiku         | União Democrática Timorense               | Frenti-Mudança                                  |
| Partido do Desenvolvimento Nacional               | Partido Esperança da Pátria                         | Associação Popular Monarquia Timorense    | Partidu Liberta Povu Aileba                     |
| Movimentu Libertasaun ba Povu Maubere             | União Nacional Democrática de Resistência Timorense | Partidu Republikanu                       | Centro Acção Social Democrata Timorense         |
| Partido Social Democrata                          | Partido Socialista de Timor                         | Partido Democrata Cristão                 |                                                 |